# Smartiomyia cerina
Smartiomyia cerina är en tvåvingeart som beskrevs av Schneider 2010. Smartiomyia cerina ingår i släktet Smartiomyia och familjen stekelflugor. Inga underarter finns listade i Catalogue of Life.